# 高良姜萜内酯
高良姜萜内酯（英語：Galanolactone），是一种二萜内酯，最初从姜中分离出来。它存在于姜的丙酮提取物中，是5-HT3受体拮抗剂，（pIC50=4.93），被认为至少可以部分介导这种植物的止吐作用。
高良姜萜内酯可溶于丙酮、氯仿、二氯甲烷、乙酸乙酯、二甲基亚砜等。